# ستيف ريتشيتي
ستيفن يتشتي (بالإنجليزية: Steve Ricchetti)‏ هو مساعد سياسي أمريكي يعمل كمستشار للرئيس في عهد الرئيس جو بايدن. كان رئيس حملة جو بايدن الرئاسية لعام 2020. عمل ريتشيتي سابقًا كرئيس للموظفين لنائب الرئيس بايدن خلال إدارة أوباما ونائب رئيس الأركان للعمليات في عهد الرئيس بيل كلينتون . في الفترات الفاصلة بين الإدارات الديمقراطية عمل ريتشيتي كجماعة ضغط.